# Angel of the Winds Arena
Die Angel of the Winds Arena ist eine Mehrzweckhalle in der US-amerikanischen Stadt Everett im Bundesstaat Washington. Gegenwärtig ist sie die Heimspielstätte der Everett Silvertips aus der Western Hockey League (WHL). Weitere Nutzer sind das Arena-Football-Team Washington Wolfpack in der AF1 und die in Seattle ansässige Roller-Derby-Liga Tilted Thunder Rail Birds.
Die Seattle Storm aus der Women’s National Basketball Association (WNBA) trugen von 2019 bis 2021, während der Renovierung der Climate Pledge Arena ihre Heimspiele in der Angel of the Winds Arena aus.

## Geschichte
Der Gebäudekomplex wurde nach siebzehneinhalb Monaten Bauzeit und Gesamtkosten des Projekts von 83,3 Mio. US-Dollar (Arena: 71,5 Mio. US-Dollar; Grundstück: 11,8 Mio. US-Dollar) am 27. September 2003 als Everett Events Center eröffnet. Es ist die größte Veranstaltungshalle im Snohomish County (Metropolregion Seattle) und ist für den Sport (u. a. Eishockey, Basketball, Arena Football, Lacrosse, Turnen oder Curling) ausgestattet. Darüber hinaus stehen auch Konzerte, Messen, Schulabschlussfeiern und Theaterproduktionen auf dem Veranstaltungskalender. Zu der Arena gehört ein 14.000 sq ft großes Kongresszentrum namens Edward D. Hansen Conference Center inklusive Ballsaal und Tagungsräumen sowie der Everett Community Ice Rink, eine öffentliche Eisfläche mit den offiziellen NHL-Maßen 200 × 85 yds zum Schlittschuhlaufen, Eiskunstlaufen und für lokale Eishockeymannschaften.
In den Jahren 2008 und 2018 war die Angel of the Winds Arena Austragungsort des internationalen Eiskunstlaufwettbewerbs Skate America. 2012 und 2016 fanden in Everett die Pacific Rim Gymnastics Championships statt. Bei den Meisterschaften werden Wettbewerbe im Geräteturnen, Trampolinturnen und Rhythmischer Sportgymnastik ausgetragen. 2017 fanden die US-amerikanischen Curling-Meisterschaften der Frauen und der Männer in der Arena von Everett statt.
Im Dezember 2017 wurde das vom Indianerstamm Stillaguamish betriebene Angel of the Winds Casino Resort, neuer Namenssponsor der Halle. Der Vertrag mit einer Höhe von 3,4 Mio. US-Dollar hat eine Laufzeit von zehn Jahren bis 2028. Zuvor trug das Angel of the Winds Arena die Sponsornamen Comcast Arena at Everett und Xfinity Arena.
Seit Anfang April 2020 gibt es, aufgrund der COVID-19-Pandemie, ein Quarantäne-Zentrum mit 150 Betten in der Angel of the Winds Arena.